# Maestro della Cité des dames
Il Maestro della Cité des dames o Maestro di Christine de Pizan (fl. XV secolo) è stato un miniatore francese, probabilmente di origine fiamminga, attivo a Parigi nei primi due decenni del XV secolo.

Il nome gli è stato attribuito dallo storico dell'arte Millard Meiss in riferimento ai manoscritti della Città delle Dame che decorò per Christine de Pizan, presso la quale prestò servizio dal 1405 al 1414.

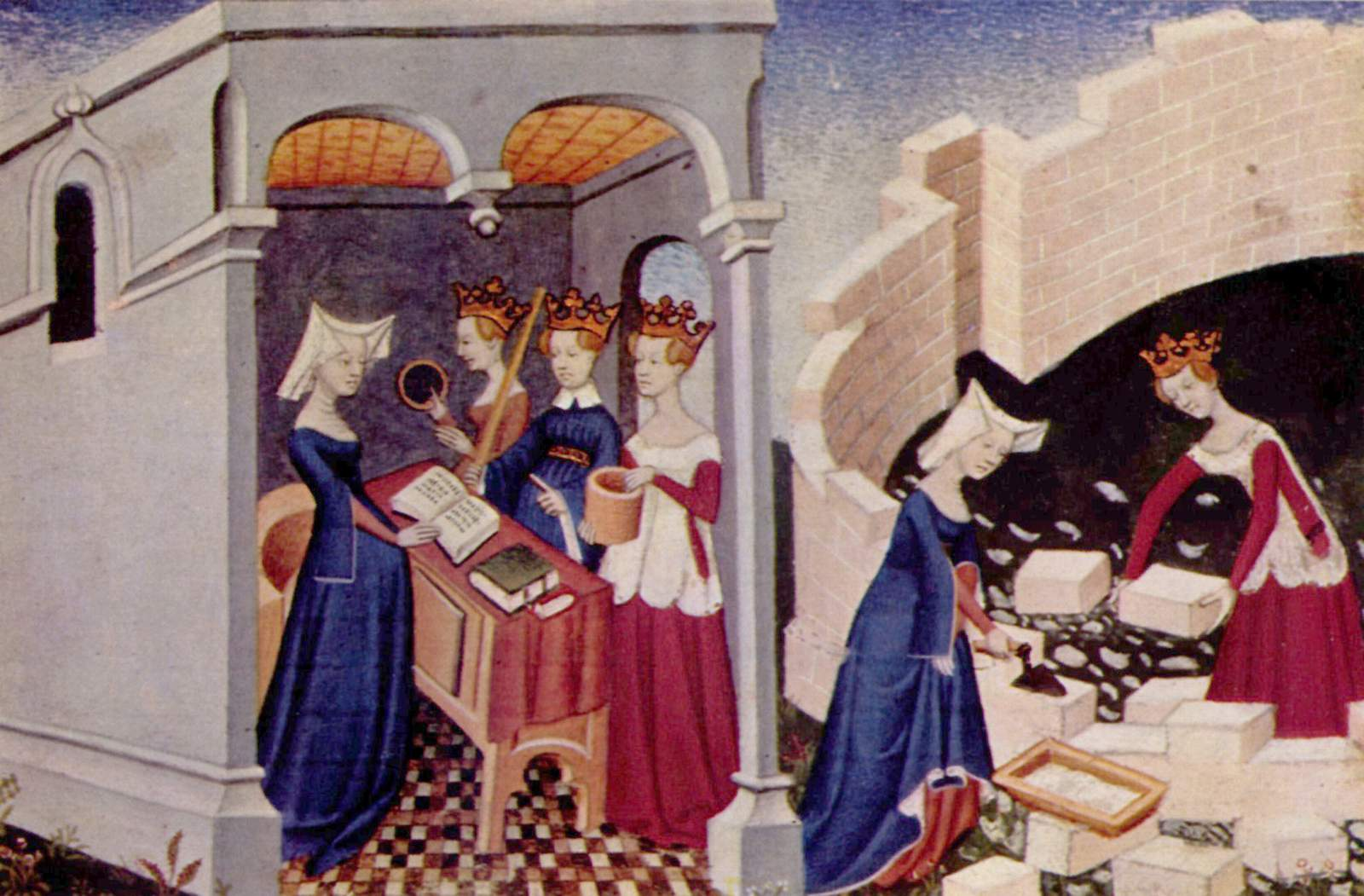
Miniatura della Città delle dame, BNF, Fr.607, f.2

## Biografia
Non si possiedono dati biografici certi sul Maestro della Cité des dames, la cui attività a Parigi è registrata nei primi due decenni del XV secolo. Anche la sua nazionalità è dubbia, sebbene diversi studiosi propendano per la sue origini fiamminghe, per lo "spirito nordico" rappresentato dai temi profani, dalla rappresentazione realistica della natura e delle scene di vita urbana e domestica e per i tratti innovativi nella descrizione del paesaggio e delle architetture.
Secondo diversi storici dell'arte il Maestro della Città delle dame sarebbe stato a capo di una bottega con diversi collaboratori, specializzata nella miniatura di testi storici, allegorici e letterari, in stretto contatto con altri maestri e botteghe allora attive a Parigi.

Della circa cinquanta miniature a lui attribuite nel periodo compreso tra il 1401 e il 1420, la prima di cui si ha notizia è il libro d'ore di autore anonimo datato 1401 conservato presso la Biblioteca de Catalunya (Barcellona, Ms.1850), realizzata in collaborazione con il Maestro di Luçon e di cui è stata notata la somiglianza con il codice miniato Très Belles Heures du duc de Berry, ritenuto da alcuni studiosi attribuibile in parte al miniatore e pittore fiammingo Jacquemart de Hesdin.

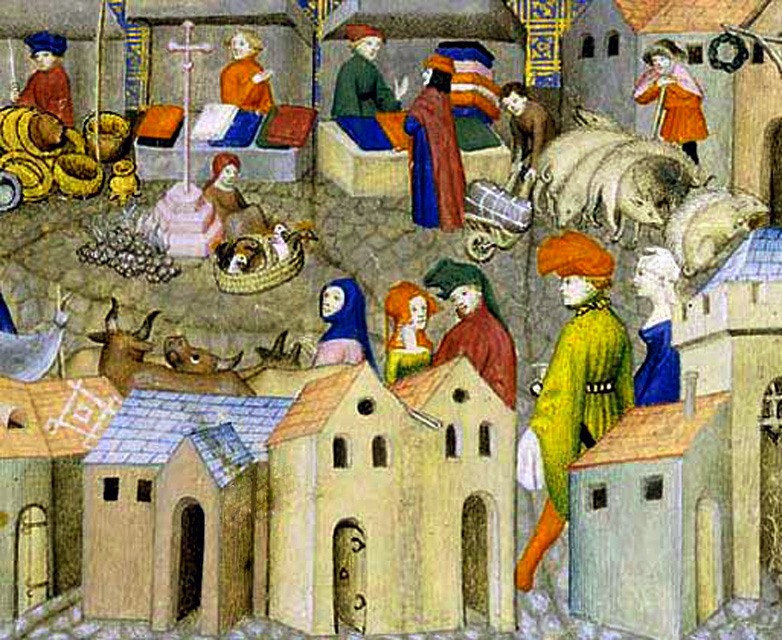
Miniatura dal manoscritto Il cavaliere errante di Tommaso III di Saluzzo, 1400-1405

Si ritiene che nei primi cinque anni del XV secolo abbia lavorato presso quest'ultimo, del quale avrebbe riproposto molte figure e composizioni geometriche e l'utilizzo della tecnica, di derivazione italiana, di "modellare i toni della carne con una vernice di fondo verde". Esempi di tale influsso sarebbero riscontrabili nella tavolozza dei colori e nelle profili del manoscritto La città di Dio conservato presso la Biblioteca nazionale di Francia, Ms. 174, databile tra il 1403 e il 1405, e nel ciclo di illustrazioni de Le chevalier errant di Tommaso III di Saluzzo (circa 1400-1405), notevoli per la varietà di colori e la particolare composizione spaziale.
La predilezione per la pittura italiana del Trecento, condivisa con Jacquemarc, guida anche le illustrazioni della Genesi in una Bibbia dipinta intorno al 1412, in cui lo storico dell'arte Meiss ha notato la vicinanza con gli affreschi di Bartolo di Fredi nella collegiata di San Gimignano.
Si ipotizza che potrebbe essere stato questo suo amore per l'arte italiana a procurargli l'incarico di realizzazione delle miniature della Cité commissionatogli dalla scrittrice italo-francese Catherine de Pizan, che forse avrebbe conosciuto il maestro per le illustrazioni da lui prodotte in alcune traduzioni francesi di Boccaccio, l'autore da cui Pizan trasse gran parte delle biografie femminili contenute nella Cité.

Al servizio di Pizan dal 1405 al 1414, il Maestro della Cité des dames miniò tutti gli originali sopravvissuti della Città delle dame (BnF, fr. 1179, KBR. ms. 9393 e BnF, fr. 607, fr. 1178, BL, Harley 4431) e molte altre opere della scrittrice: Le Livre des Trois Vertus (Libro delle tre Virtù) (BnF, fr. 25636 e Boston, PL, fr. Med. 101), Fais d’armes et de chevalerie (Bruxelles, KBR, ms. 10476 e BnF, fr. 603), Mutacion de Fortune (Monaco di Baviera, BSB, cod. gall 11) e per ultimo Le Livre de paix (Bruxelles, KBR, 10366), concluso nel 1414. Questi undici manoscritti, realizzati nel corso di circa dieci anni, rappresentano un quinto della sua produzione.

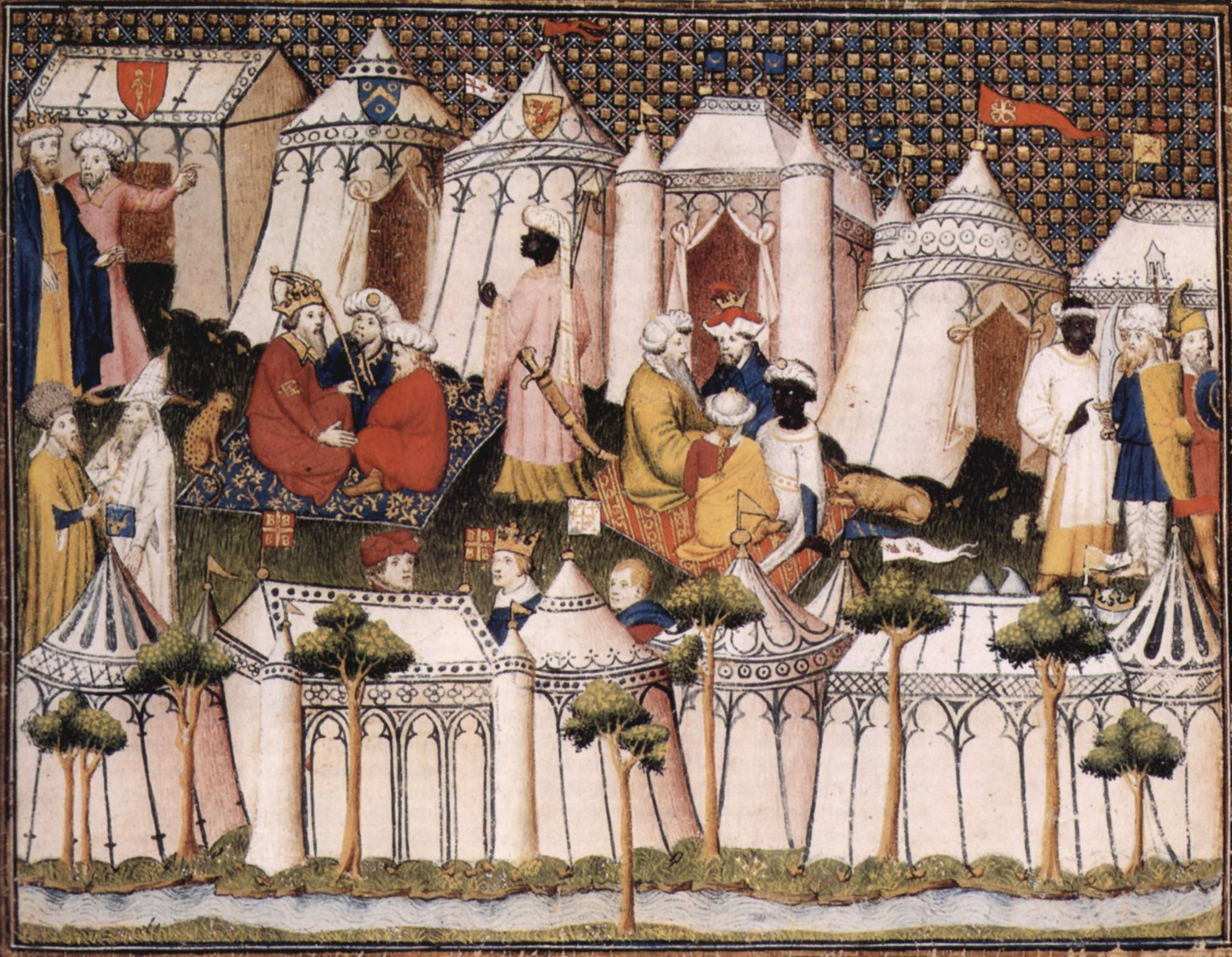
Miniatura dal manoscitto Il cavaliere errante di Tommaso III di Saluzzo, 1400-1405

Nel periodo in cui lavorò per l'autrice della Cité, collaborò con il Maestro delle Clères femmes nella realizzazione del Lancelot acquisito da Giovanni senza paura dal mercante Jacques Raponde e della Bible historiale, la bibbia tradotta in francese e in prosa da Guyart des Moulins alla fine del XIII secolo; nel 1409 con il Maestro di Boucicaut nelle miniature dei Dialogues de Pierre Salmon (BnF. Ms. fr. 23279); intorno al 1410 con il maestro di Bedford nelle miniature di Térence des ducs, traduzione francese di sei commedie di Terenzio, nella successiva realizzazione della raccolta delle opere di Pizan dedicate a Isabella di Baviera (BL Harley MS 4431, circa 1411) e nel codice miniato Clères femmes, traduzione francese del De mulieribus claris di Boccaccio (circa 1412).
Oltre a quest'ultima opera, il Maestro e la sua bottega si affermarono nell'illustrazione di altre traduzioni di Boccaccio, illustrando sei manoscritti del Des cas des nobles hommes (De casibus virorum illustrium) nella traduzione di Laurent de Premierfait e uno del Decameron.
Specializzato in libri di storia e testi profani, intervenne nella realizzazione delle miniature di cicli lunghi, come le Grandes Chroniques de France, le Chroniques de Burgos e delle Chroniques de Normandie, le Antiquités judaïques (BnF, fr. 6446) e di testi classici, tra cui la Cité de Dieu (BnF, fr. 23-24,  BnF, fr. 174) e Le Livre de Tytus Livius De Hystoire roumaine, traduzione francese della Ab urbe condita di Tito Livio (KBR, 9049-50; BnF, fr. 260-262).
Tra i suoi clienti vi furono Giovanni di Valois e Giovanni senza paura, Jean de Montaigu (†1409), Pierre Salmon, Gontier Col e il mercante lucchese Agostino Sbarra.

## Stile

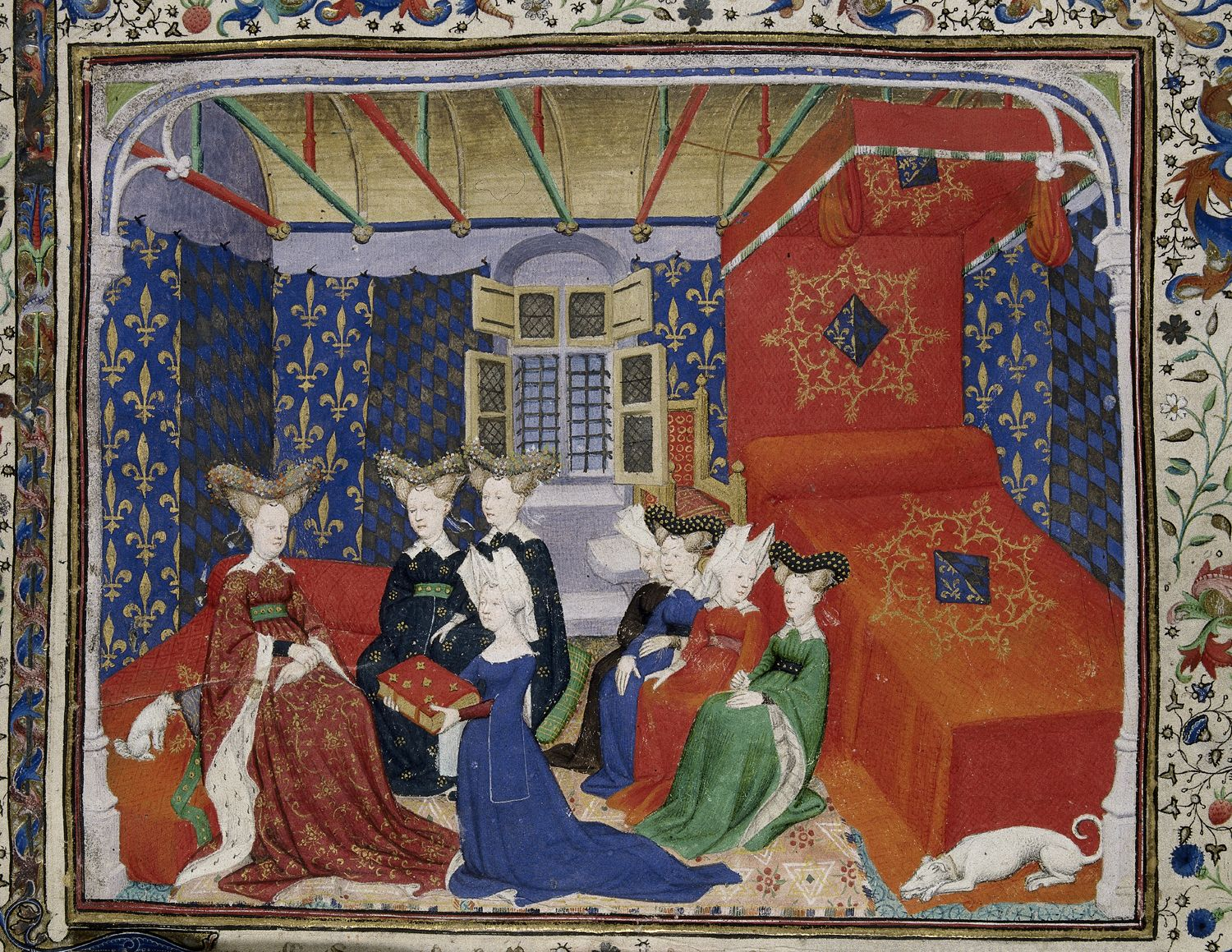
Frontespizio delle Opere di Christine de Pizan, dedicato a Isabella di Baviera (Londra, British Library ms. Harley 4431 f2r).

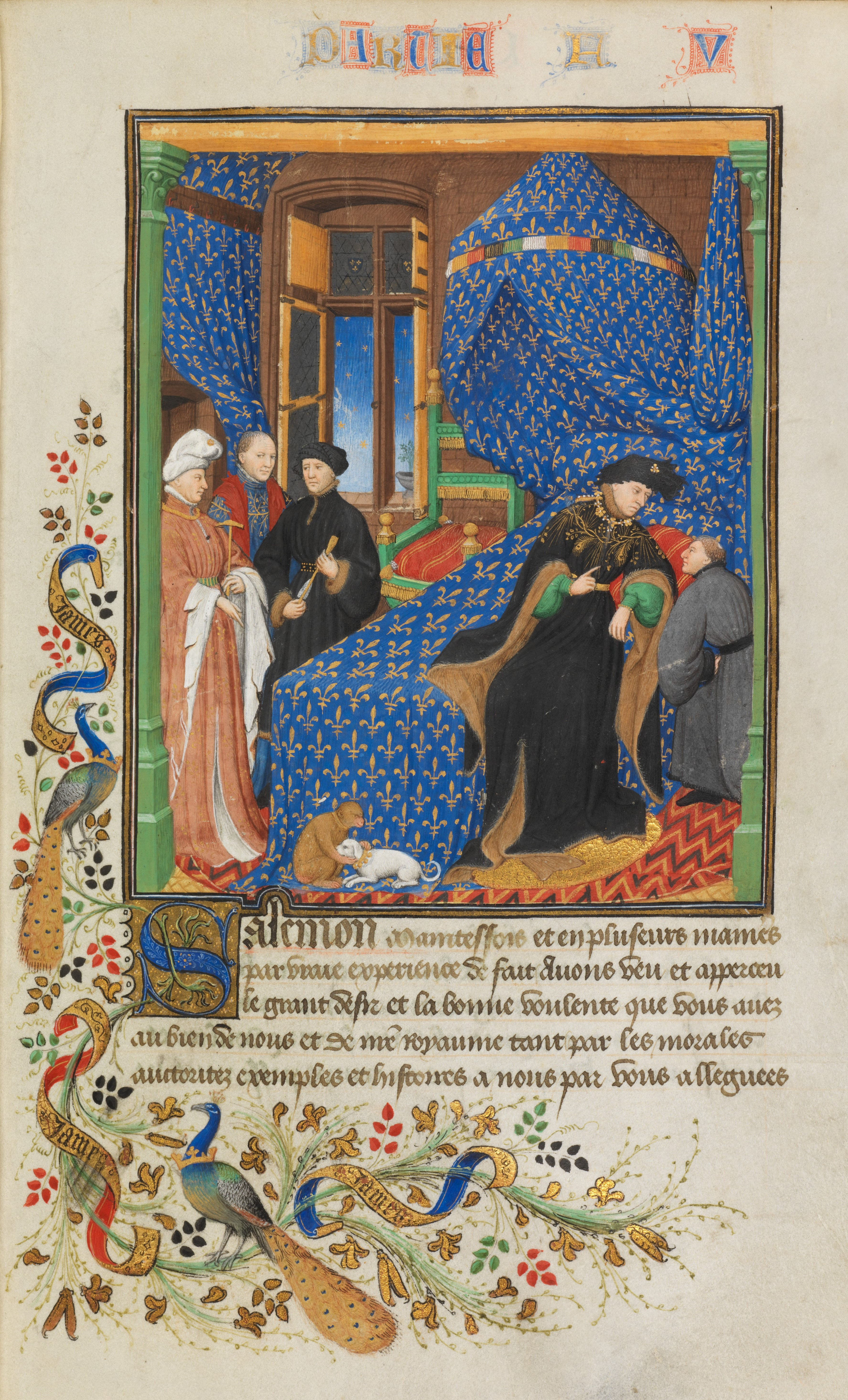
Salmon presenta il suo libro a Carlo VI, miniatura del Maestro di Boucicaut, dai Dialoghi di Pierre Salmon (BGE, Ms Fr.165)

Sebbene tipicamente fiammingo nelle sue rappresentazioni realistiche della vita quotidiana di campagna e di città, il suo stile risulta influenzato dall'arte italiana, probabilmente a seguito dei suoi contatti con Jacquemart de Hesdin.
La sua opera più nota, la miniatura del frontespizio del manoscritto contenente le Opere di Christine de Pisan, dedicate a Isabella di Baviera, rivela l'influsso della sua collaborazione con il Maestro di Boucicaut e del suo emulo, il Maestro della Mazarine, per la somiglianza con la miniatura da questi realizzata nella seconda redazione del manoscritto Traictés de Pierre Salemon a Charles VI roy de France (o Les Dialogues de Pierre Salmon) conservato nella Biblioteca di Ginevra (Ms. fr.165, ca. 1411-1415), in cui viene illustrata la presentazione del libro a Carlo VI da parte di Salmon.
La scena della stanza con le sei dame sedute sui cuscini e Christine che offre il suo libro alla regina, presente nel manoscritto di Harley della Cité in cui il Maestro al servizio di Pizan giunge alla pienezza del suo stile, richiama lo stile del Maestro di Boucicaut nell'attenzione posta alla resa dei tessuti, vestiti, tappeti e tendaggi, nel drappeggio rosso dei letti che crea un'impressione di movimento e di prospettiva, nelle persiane aperte sullo sfondo verso lo spettatore e nel semicerchio creato delle donne sedute che fissa la composizione; la rappresentazione dello spazio sembra rivelare anche l'influenza degli artisti italiani del Trecento, come Maso di Banco o di Pietro e Ambrogio Lorenzetti, mentre rispetto a questi risulta originale l'approccio al colore.
Altre sue composizioni - come risulta evidente nella miniatura iniziale della Cité des dames di Pizan o quelle del Decameron conservato nella Biblioteca vaticana - richiamano l'influenza della pittura murale italiana, per la scala monumentale della composizione in cui la dimensione ridotta delle figure rende più imponente lo spazio architettonico, per le scene collocate in paesaggi estesi, con dettagli ravvicinati, disposti verticalmente, ed eventi ripresi da angolazioni insolite. Al paesaggio viene riservata un'attenzione maggiore rispetto all'azione; le colline coronate da castelli o chiese risultano piccole isole inserite nel vasto panorama, generalmente costruito a strati, e spesso, come nel caso dei Dialogues de Pierre Salmon, accompagnato da cieli di nuvole turbolente, sospinte dal vento.

## Manoscritti attribuiti
Al Maestro della Città delle dame e alla sua bottega sono stati attribuiti numerosi manoscritti:
- Libro d'Ore, in collaborazione con il Maestro di Luçon, 1401, Barcellona,  Biblioteca de Catalunya, Ms.1850[12][31]

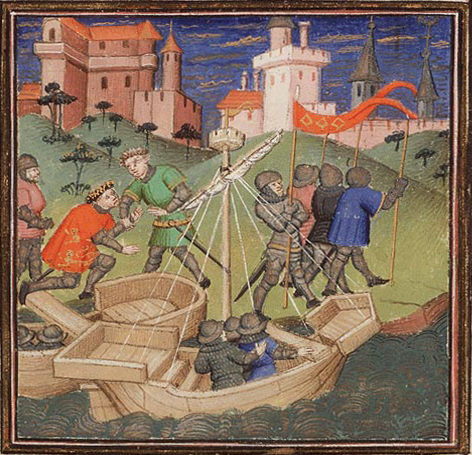
Guglielmo il Conquistatore invade l'Inghilterra. Miniatura del Miroir historial, Bibliothèque royale des Pays-Bas, 72 A 24, f.20r

- Guglielmo il Conquistatore invade l'Inghilterra. Miniatura del Miroir historial, Bibliothèque royale des Pays-Bas, 72 A 24, f.20rLe Chevalier errante (Il cavaliere errante) di Tommaso III di Saluzzo, circa 1400-1405, Bibliothèque nationale de France, fr. 12559[32]
- Bible historiale, circa 1405, in collaborazione con il Maestro delle Clères femmes e il Maestro di Virgilio, Bibliothèque de l'Arsenal, Ms. 5057-5058, appartenuto a Giovanni di Valois;[33] Bruxelles, KBR, 9001-02; Bruxelles, KBR, 9024-25, acquisito da Giovanni senza paura nel 1415[19]
- La Cité de Dieu (La città di Dio) di Agostino d'Ippona 1403-1405 circa, BnF, fr. 174, fr. 23-24[15]
- Faits et dits mémorables di Valerio Massimo, trad. di Simon de Hesdin e Nicholas de Gonesse, ca. 1405-1407, Londra, BL, MR Martin Breslauer[34]
- Chroniques de Burgos, trad. di Jean Golein, ca. 1405-1407, Londra, BL, Royal 19 E VI[35]
- La Cité des dames (La città delle dame) di Christine de Pizan (Parigi, BnF Ms. fr. 607;[36] BnF Ms. fr. 1178;[37] BnF, fr. 1179[38], KBR. ms. 9393,[39] BL, Harley 4431; due di queste copie furono offerte da Pizan al duca di Berry e a Giovanni di Borgogna; una quinta copia (BL Harley 4431) era inclusa nella raccolta delle Opere della scrittrice offerta alla regina Isabella di Baviera.[27]
- Livre des trois vertues di Christine de Pizan, Boston, fr. Med. 101[19] e BnF, nafr. 25636[40]
- Le Livre des fais d'armes et de chevalerie di Christine de Pizan, ca. 1410, Bruxelles, KBR, Ms. 10476, BnF fr 603[41][42]
- Mutacion de Fortune di Christine de Pizan, Monaco, Bayerische Staatsbib, Ms. gall. 11[43]
- Oeuvres di Christine de Pizan, dedicate a Isabella di Baviera, circa 1413-1414, British Library, Harley 4431, in collaborazione con il Maestro di Bedford[44]
- Le Livre de paix di Christine de Pizan, ca. 1414, Bruxelles, KBR, 10366[45]
- Dialogues de Pierre Salmon et Charles VI. Réponses à Charles VI et Lamentation au roi sur son état di Pierre Salmon; realizzato in collaborazione con il Maestro di Boucicaut e il Maestro della Mazarine, il Maestro della Cité des dames sarebbe intervenuto nelle scene del Dialogo con Carlo VI, nella doppia pagina del sogno allegorico di Salmon (ff. 64v-65) e nel ritratto di Giovanni senza paura (f. 119), BnF. Ms. fr. 23279, circa 1409.[46]Térence des ducs, (1410 ca.) Frontespizio, Arsenal Ms664. Le 132 miniature sono attribuite a quattro miniatori: Il Maestro di Luçon, il Maestro della Cité des Dames, il Maestro degli Adelphes, il Maestro d'Orose

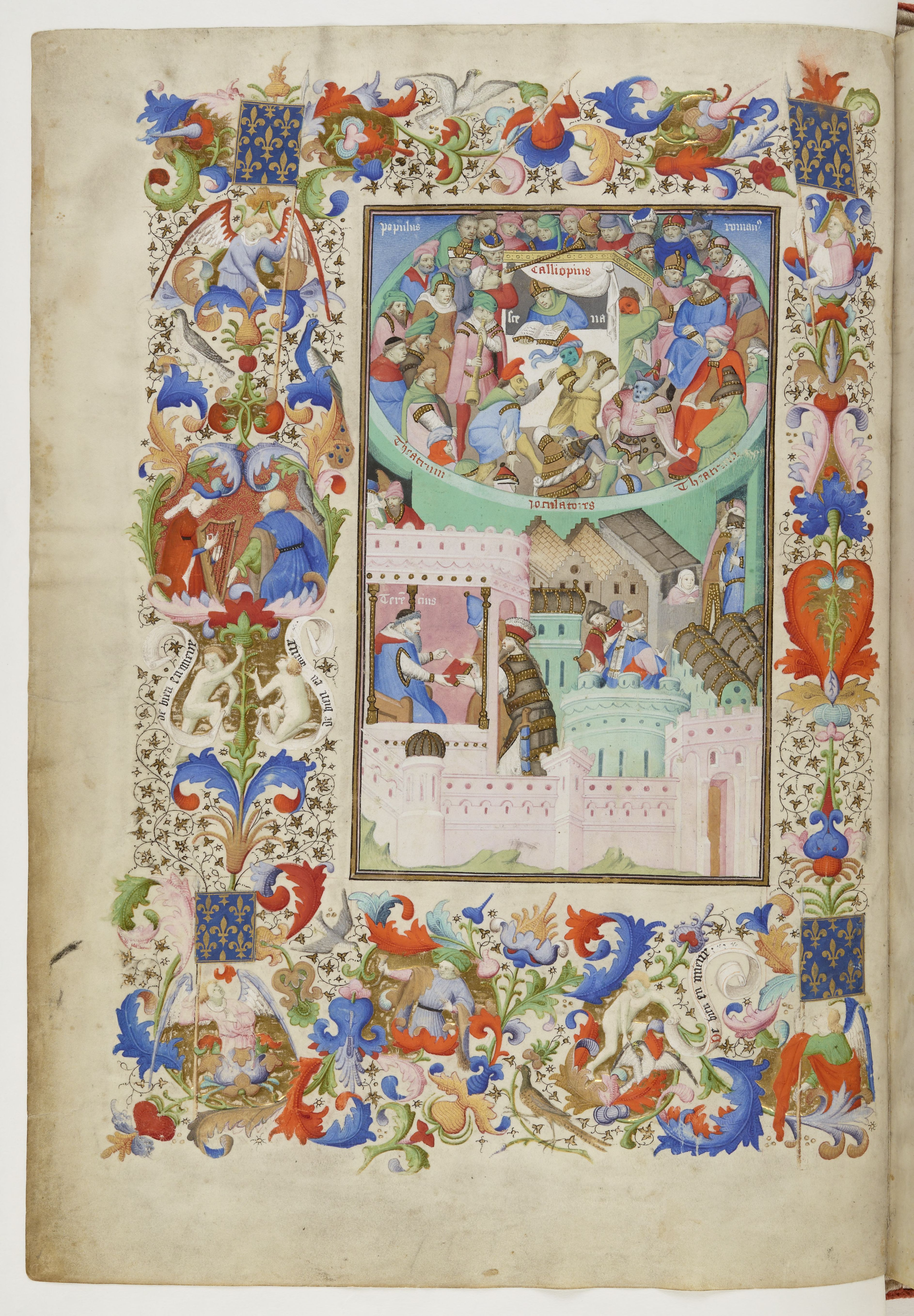
Térence des ducs, (1410 ca.) Frontespizio, Arsenal Ms664. Le 132 miniature sono attribuite a quattro miniatori: Il Maestro di Luçon, il Maestro della Cité des Dames, il Maestro degli Adelphes, il Maestro d'Orose

- Térence des ducs, traduzione francese di sei commedie di Terenzio, Arsenal Ms 664[47]
- Le Livre de Tytus Livius De Hystoire roumaine (Ab urbe condita di Tito Livio), tradotto in francese da Pierre Bersuire, in collaborazione con il maestro di Luçon, 1410 circa, BnF, fr. 264[48]
- Histoire romaine di Tito Livio tradotta da Pierre Bersuire, in collaborazione con il Maestro delle Clères Femmes, 1420 circa, Biblioteca reale del Belgio, Bruxelles, Ms.9049-50[49]
- Comediae di Publius Terentius Afer, in collaborazione con il maestro di Luçon, il maestro degli Adelphes e il maestro d'Orose, 1411 circa, Bibliothèque de l'Arsenal, Ms. 664[50][51]
- Miroir Historial di Vincent de Beauvais (trad. di Jean de Vignay), circa 1410, La Haye, Biblioteca reale dei Paesi Bassi, 72 A 24[52]
- Les Antiquités judaïques (Histoire des Juifs), manoscritto di Flavio Giuseppe tradotto in francese, circa 1410, BNF Fr 6446[53][54]
- Grandes Chroniques de France, circa 1410-1412, una miniatura grande e cinquanta piccole (Berlino, Staatsbibl., Ms. Phillipps 1917;[55] New York, Morgan Library & Museum, M 536,[56] Paris, Mazarine, 2028)
- Lancelot du Lac, due volumi in collaborazione con il Maestro delle Clères femmes, 1401-1500, Parigi, Bibliothèque de l'Arsenal, Ms. 3479-3480[57]
- Grande Chronique de Normandie (Vienne, ÖNB, 2569)[20]
- Livre des merveilles, sei miniature in un manoscritto in collaborazione con il maestro della Mazarine, 1410-1412 circa, BnF, fr 2810[58]
- Des cleres et nobles femmes, traduzione francese del De mulieribus claris di Boccaccio, 1410–1415 circa, Museo Calouste Gulbenkian, Lisbona, Ms LA 143[59]
- Decameron di Giovanni Boccaccio, traduzione francese, circa 1414, Roma, Biblioteca Apostolica Vaticana, Pal. lat. 1989[60]
- Des cas des nobles hommes et femmes, traduzione francese di Laurent de Premierfait del De casibus virorum illustrium di Boccaccio, circa 1415 (Parigi, Ars., 5193; Londra, BL, Royal 20 C IV; BnF, fr. 131; BnF, fr. 226; BnF, fr. 16994; Vienne, ÖNB, 311-48)[61]